# Cobdenismo
El cobdenismo es una ideología económica (y el movimiento popular asociado) que percibe el libre comercio internacional y una política exterior no intervencionista como los requisitos clave para la prosperidad y la paz mundial. Debe su nombre al estadista y economista británico Richard Cobden y tuvo su apogeo de influencia política en el Imperio británico durante mediados del siglo XIX, en medio y después del empeño por abolir las Leyes de Cereales.
Basándose en la afirmación de Adam Smith de que el pleno empleo y el crecimiento económico requieren el acceso a los mercados extranjeros, Cobden percibía la expansión del comercio exterior como el principal medio para aumentar la prosperidad mundial y hacía hincapié en la importancia de la división internacional del trabajo para el progreso económico. Al igual que su ideal de Gran Bretaña como sociedad industrial de pequeños propietarios cooperantes, creía en un orden internacional de naciones pequeñas e independientes que alcanzaran una prosperidad compartida a través del comercio internacional. Como Cobden veía la implicación de Gran Bretaña en el imperio como una distracción no deseada de la inversión nacional en su capacidad industrial, sus escritos se convirtieron en influyentes en los círculos antiimperialistas, siendo recogidos, por ejemplo, por John A. Hobson. Además, influyó en el pensamiento económico de John Maynard Keynes, que era un acérrimo seguidor de las teorías de Richard Cobden antes de la Primera Guerra Mundial, tras la cual abandonó el cobdenismo en favor del "capitalismo insular".
Raramente utilizado en la actualidad y ya en decadencia a finales del siglo XIX, El cobdenismo fue resucitado por algunos académicos durante la década de 1980 para apoyar la liberalización de la economía británica.